# Ferdinando III d'Asburgo
Ferdinando III d'Asburgo (Graz, 16 luglio 1608 – Vienna, 2 aprile 1657) è stato imperatore del Sacro Romano Impero dal 1637 alla sua morte.
Salì al trono nel bel mezzo della guerra dei trent'anni e nel 1648 la portò finalmente a conclusione. Il suo periodo di regno vide il declino del potere imperiale e la necessità anche per il potente imperatore di piegarsi di fronte alle necessità di una guerra senza fine che richiedeva compromessi su ambo le parti contendenti. La pace di Vestfalia, a ogni modo, rafforzò il potere di Ferdinando III in Boemia, in Ungheria e nel patrimonio familiare in Austria.
Tra le qualità personali, Ferdinando emerse quale abile compositore.

## Biografia

### I primi anni
Ferdinando III era figlio di Ferdinando II, e della sua prima moglie, Maria Anna di Baviera.  Cresciuto in Carinzia sotto l'amorevole cura da parte dei suoi genitori, sviluppò un grande affetto per i suoi fratelli e suo padre. Alla corte di suo padre ricevette una formazione religiosa e accademica dai gesuiti. I cavalieri maltesi Johann Jacob von Dhaun (membro della nobiltà della Bassa Austria) e Christoph Simon Thun (capo della corte imperiale e della famiglia di Ferdinando) ebbero altrettanta influenza nella formazione del giovane arciduca. Simon von Thun istruì Ferdinando in questioni militari. Si dice che Ferdinando imparò sette lingue: tedesco, latino, italiano, spagnolo, francese, ceco e ungherese, parlandole tutte fluentemente. Dopo la morte dei suoi fratelli Carlo (1603) e Giovanni Carlo (1619), fu designato come successore di suo padre e sistematicamente preparato a prendere il regno. Come suo padre, era un cattolico devoto, ma aveva una certa avversione per l'influenza dei gesuiti che avevano governato la corte di suo padre.
Ferdinando divenne arciduca d'Austria nel 1621. L'8 dicembre 1625 fu incoronato re d'Ungheria, il 27 novembre 1627 re di Boemia. Ferdinando rafforzò la sua autorità e stabilì un importante precedente legale e militare emanando un'ordinanza sulla terra rivista che privava le tenute boeme del diritto di reclutare soldati, riservando questo potere esclusivamente al monarca. Suo padre non fu in grado di assicurargli l'elezione a re romano alla Dieta di Ratisbona del 1630. Dopo aver fatto domanda senza successo per il comando supremo dell'esercito imperiale e la partecipazione alle campagne di Wallenstein, si unì agli oppositori di Wallenstein alla corte imperiale di Vienna e fu coinvolto negli accordi sulla sua seconda deposizione all'inizio del 1634.

## Regno

### Guerra dei trent'anni e successione al trono imperiale
Dopo l'assassinio di Wallenstein, Ferdinando prese personalmente il comando dell'esercito imperiale il 2 maggio 1634, sostenuto dai generali Gallas e Piccolomini, dal consigliere militare Johann Kaspar von Stadion e dal consigliere politico Maximilian von und zu Trauttmansdorff. Ottenne i suoi primi grandi successi militari nel luglio 1634 riconquistando la città di Ratisbona, che era stata conquistata e occupata dagli svedesi nel novembre 1633. Nell'agosto 1634 fu riconquistata la città di Donauwörth, che era stata occupata dalla Svezia dall'aprile 1632. Nel settembre 1634 questi successi furono superati dalla decisiva vittoria nella battaglia di Nördlingen, uno sforzo congiunto con l'aiuto delle forze spagnole sotto il cardinale l'Infante Ferdinando.
Di conseguenza, gli svedesi persero il controllo sulla Germania meridionale e si ritirarono a nord. Ferdinando ottenne un'influenza politica più ampia, anche se il suo contributo personale a Nördlingen fu piuttosto limitato. La sua influenza aumentò ulteriormente dopo la caduta del potente ministro imperiale Giovanni Ulrico di Eggenberg, che aveva dominato la politica di Ferdinando II. Nel 1635 Ferdinando lavorò come commissario imperiale nei negoziati per la pace di Praga, cercando di persuadere i principi elettori ad adottare l'idea della guerra centralista. Sostenne anche l'inclusione delle proprietà protestanti ancora riluttanti nel processo di pace. Anche dopo le dimissioni del comando supremo, Ferdinando continuò a occuparsi di questioni militari teoriche. Raimondo Montecuccoli in seguito gli dedicò una sua opera.
Ferdinando III fu eletto Re dei Romani alla Dieta di Ratisbona il 22 dicembre 1636. Alla morte del padre, il 15 febbraio 1637, Ferdinando divenne imperatore. Il suo consigliere politico Trauttmansdorff avanzò alla carica di primo ministro austriaco e capo diplomatico, ma fu sostituito da Johann Ludwig von Nassau-Hadamar nel 1647 poiché la sua salute aveva cominciato a peggiorare. A Trauttmansdorff successe come Obersthofmeister il successivo primo ministro Johann Weikhard di Auersperg, che insegnò anche all'erede reale Ferdinando IV. A differenza di suo padre, Ferdinando III non impiegava alcun consigliere spirituale.
Quando Ferdinando divenne imperatore, vaste sezioni dei territori imperiali erano state assolutamente devastate da due decenni di guerra. La popolazione era completamente esausta e diminuita in modo massiccio, innumerevoli persone erano impoverite, disabili, ammalate, senzatetto, molti avevano perso le loro famiglie e avevano abbandonato ogni standard morale. Ferdinando non si sforzò di continuare la guerra. Ma le circostanze politiche e la sua riluttanza ad agire impedirono una rapida fine della guerra. Ogni speranza di fare presto la pace con Francia e Svezia non si concretizzò.
Con l'intervento della Francia nel 1635, la guerra si riaccese. Dopo il successo iniziale e una campagna combinata ispano-imperiale nel cuore della Francia nel 1636, la situazione militare dell'imperatore si deteriorò fortemente. Gli svedesi ripresero l'iniziativa con la vittoria a Wittstock nel 1636 e minacciarono i suoi alleati recentemente acquisiti Brandeburgo e Sassonia. Ferdinando reagì reindirizzando il suo esercito principale sotto Gallas dalla Francia alla Germania settentrionale nel 1637. Gallas riuscì a contenere gli svedesi in Pomerania fino a quando la grave mancanza di rifornimenti lo costrinse a ritirarsi in Boemia alla fine del 1638. Allo stesso tempo, Bernardo di Sassonia-Weimar, protestante tedesco al servizio della Francia, conquistò i possedimenti asburgici in Alsazia e la roccaforte di Breisach dopo un lungo assedio. Per frenare l'avanzata del generale svedese Banér, che invase la Boemia attraverso la Sassonia nel 1639, Ferdinando dovette richiamare l'esercito di Piccolomini dai Paesi Bassi spagnoli, ponendo fine in gran parte alla cooperazione militare diretta con la Spagna. Sebbene Piccolomini e il fratello dell'imperatore, l'arciduca Leopoldo Guglielmo, come nuovo comandante imperiale, potessero respingere Banér sul Weser nel 1640, le terre boeme subirono d'ora in poi continue minacce e l'imperatore perse definitivamente il controllo sulla Germania settentrionale.
Fu organizzata una dieta imperiale per il 1641 a Ratisbona, dove si discussero possibili accordi di pace. Fu firmata ad Amburgo una pace preliminare tra Ferdinando, Spagna, Francia e Svezia e un congresso di pace finale doveva essere convocato a Osnabrück e Münster. Un'alleanza tra Svezia e Francia era pienamente efficace dal 1642. Gli svedesi vinsero la battaglia di Breitenfeld nel 1642. Un anno dopo, la Francia sconfisse definitivamente la Spagna a Rocroi, consentendo loro di dedicare più truppe sul territorio tedesco.

### Negoziati di pace
I negoziati per un accordo di pace iniziarono nel 1644 a Münster e Osnabrück e durarono fino al 1648 mentre la guerra continuava.
I negoziati in Vestfalia si rivelarono difficili, a cominciare da una disputa sulle regole di procedura. L'imperatore dovette cedere alle pressioni di Francia e Svezia e ammettere al congresso tutti i possedimenti imperiali e ricevere lo ius belli ac pacis. Oltre alla pace tra le parti coinvolte, anche la costituzione interna dell'impero fu nuovamente regolata. La corte imperiale riceveva rapporti settimanali sui negoziati. Anche se i rapporti erano stati prodotti da funzionari, il processo si rivelò anche un periodo estremamente impegnativo per l'imperatore, poiché nonostante tutti i consiglieri, doveva prendere le decisioni. Lo studio dei documenti suggerisce che Ferdinando fosse un monarca esperto con senso di responsabilità e disponibilità a prendere decisioni difficili. Nel corso dei negoziati, Ferdinando dovette riconsiderare i suoi obiettivi originari in base al deterioramento della situazione militare. Il suo consigliere Maximilian von und zu Trauttmansdorff suggerì una grande battaglia per concludere favorevolmente la guerra.
L'imperatore prese parte personalmente alla campagna contro gli svedesi, che si concluse con una sconfitta nella battaglia di Jankov il 6 marzo 1645. L'esercito svedese al comando di Lennart Torstenson avanzò quindi verso Vienna. Per sollevare il morale della città, l'imperatore fece il giro della città in una grande processione con un'immagine della Vergine Maria. Mentre l'esercito svedese si avvicinava, Ferdinando lasciò la città. L'arciduca Leopoldo Guglielmo riuscì a scacciare gli avversari. A volte Ferdinando riuscì a portare dalla sua parte il principe Giorgio I Rákóczi, alleato di Francia e Svezia. Nella pace di Linz del 1645 l'Imperatore doveva garantire ai possedimenti ungheresi il diritto di rappresentanza imperiale e la libertà di religione per i protestanti, cosa che impediva la Controriforma e il futuro dominio assolutista in Ungheria.
Gli Asburgo non potevano più vincere la guerra senza il sostegno degli alleati spagnoli. A causa di difficoltà interne, il sostegno finanziario e militare spagnolo a Ferdinando fu completamente interrotto nel 1645. Senza fondi militari stranieri, le truppe imperiali erano incapaci di operazioni offensive, il che indebolì la posizione di Ferdinando nei negoziati. L'imperatore riformulò le istruzioni per i colloqui di pace per Trautmannsdorf, che partì per la Vestfalia come capo negoziatore. Questi documenti furono tenuti rigorosamente segreti e furono pubblicati solo nel 1962. Le recensioni rivelarono che Ferdinando aveva rinunciato a numerose rivendicazioni precedenti ed era pronto per maggiori concessioni di quanto alla fine fosse necessario.

### Esito finale
L'impero subì notevoli perdite territoriali. I Tre Vescovadi, di fatto sotto il controllo francese dal 1552, furono ufficialmente ceduti alla Francia. I Paesi Bassi e la Svizzera ottennero la completa indipendenza. All'interno dell'Impero, la Svezia ricevette Rügen e la Pomerania occidentale, nonché i vescovadi di Brema-Verden e la città di Wismar come feudi imperiali. La linea cadetta tirolese degli Asburgo perse il Sundgau e il Breisach nell'Alto Reno alla Francia, nonché la supremazia sulla Décapole. Ulteriori trasferimenti di proprietà ebbero luogo in varie regioni dell'impero. La Baviera mantenne la sua dignità elettorale conquistata all'inizio della guerra, nel Palatinato fu creato un ulteriore - ottavo - ceto elettorale.
Fu sancita l'attuazione della Controriforma nei paesi centrali di Ferdinando. Solo in alcune parti della Slesia furono fatte alcune concessioni ai protestanti. D'ora in poi, le istituzioni dell'impero dovettero essere ugualmente occupate da cattolici e protestanti. Le tenute imperiali erano in grado di far valere diritti considerevoli. Ciò includeva il diritto di stringere alleanze con potenze straniere, anche se non potevano essere dirette contro l'imperatore e l'impero. I territori più grandi beneficiarono maggiormente di questi regolamenti. Il tentativo di Ferdinando di governo assolutista del Reich fallì, sebbene l'impero e la carica imperiale rimasero significativi.
L'imperatore considerò l'accordo di pace una sconfitta catastrofica e grazie alle capacità negoziali di Trautmannsdorff si poteva evitare il peggio. In realtà le conseguenze per i paesi ereditari austriaci furono relativamente favorevoli. Così gli espropri in Boemia e il Verneuerte Landesordnung (Rinnovato Ordine Regionale) del 1627 rimasero intatti. L'Alta Austria, precedentemente impegnata in Baviera, rimase sotto il dominio della casa asburgica senza pagare alcun rimborso.
Nonostante molte perdite, la posizione costituzionale dell'imperatore dopo la pace di Vestfalia consentì un'attiva politica imperiale in collaborazione con parti dei possedimenti. Nella monarchia asburgica rimasero intatti i presupposti per lo sviluppo di uno stato assolutista uniforme. Pertanto, le politiche imperiali dei negoziati di pace ebbero successo in questo senso, nonostante il fallimento nel raggiungere alcuni degli obiettivi negoziali originali.

### Dopoguerra
Al congresso di pace di Norimberga del 1649/1650 avvenne il definitivo ritiro delle truppe straniere e la sistemazione politica dei rapporti con Svezia e Francia durante i quali le ostilità quasi ripresero.
Il potere sovrano di Ferdinando nelle terre ereditarie austriache, così come il suo potere reale in Ungheria e Boemia, era significativamente maggiore di quello del suo predecessore prima del 1618. Il potere principesco fu rafforzato, mentre l'influenza delle tenute fu notevolmente ridotta. La riforma della chiesa verso la Controriforma continuò. Ferdinando fu in grado di formare un esercito permanente dai resti dell'esercito imperiale, che presto avrebbe mostrato grande efficacia sotto il successore di Ferdinando, Leopoldo I. Sotto Ferdinando le fortificazioni di Vienna furono massicciamente ampliate e aggiornate poiché l'imperatore investì una somma totale di oltre 80.000 fiorini.
Nonostante una notevole perdita di autorità nell'impero, Ferdinando rimase attivo nella politica imperiale. Avrebbe anche ristabilito le sue posizioni nelle istituzioni dell'impero. Ferdinando fece ristrutturare il Consiglio aulico, che faceva concorrenza alla Corte della Camera Imperiale ed era già stato riconosciuto nella pace di Vestfalia. Rimase in vigore fino al 1806. Alla fine del 1652 convocò un Reichstag a Ratisbona, che durò fino al 1654. L'evento fu l'ultima dieta imperiale tradizionale e fu sostituito dal futuro Reichstag perpetuo con il suo congresso permanente di emissari. Il Reichstag decise che il contenuto dei trattati di pace di Münster e Osnabrück secondo la legge del Reich dovettero entrare a far parte della costituzione del Reich.
L'imperatore riuscì a rinviare alcune delle questioni costituzionali particolarmente pericolose per il suo potere. In questo Reichstag fece anche un'alleanza con la Polonia contro la Svezia. L'impero venne in aiuto della Polonia durante la Seconda Guerra del Nord. Ferdinando determinò anche l'elezione reale del figlio Ferdinando IV, che però morì nel 1654. Poiché il suo secondogenito Leopoldo era ancora troppo giovane per essere eletto Re dei Romani, Ferdinando ritardò l'apertura e la conclusione del Deputationstag dopo il Reichstag per guadagnare tempo fino alle prossime elezioni. Dopo tutto, Leopoldo fu incoronato re d'Ungheria e di Boemia. Nel 1656 Ferdinando inviò un esercito in Italia per assistere la Spagna nella sua lotta con la Francia.

## Matrimoni

### Primo matrimonio
Il 20 febbraio 1631 sposò dopo anni di trattative con i parenti spagnoli sua cugina, l'Infanta Maria Anna di Spagna (1606–1646), figlia di Filippo III di Spagna e Margherita d'Austria. Erano cugini di primo grado, poiché la madre di Maria Anna era sorella del padre di Ferdinando. La sua amorevole e intelligente moglie e suo fratello, il cardinale Ferdinando, ebbero una grande influenza su Ferdinando e costituirono il collegamento più importante tra le corti asburgiche di Madrid, Bruxelles e Vienna nel difficile periodo della guerra per gli Asburgo dopo la morte di Wallenstein. Ebbero sei figli:
- Ferdinando IV d'Asburgo (8 settembre 1633-9 luglio 1654);
- Marianna d'Asburgo (24 dicembre 1635-16 maggio 1696), sposò Filippo IV di Spagna;
- Filippo Augusto d'Asburgo (15 luglio 1637-22 giugno 1639);
- Massimiliano Tommaso d'Asburgo (21 dicembre 1638-29 giugno 1639);
- Leopoldo I d'Asburgo (9 giugno 1640-5 maggio 1705);
- Maria d'Asburgo (nata e morta il 13 maggio 1646).

### Secondo matrimonio
Il 2 luglio 1648 a Linz Ferdinando III sposò l'arciduchessa Maria Leopoldina d'Asburgo (6 aprile 1632 – 7 agosto 1649), figlia dell'arciduca Leopoldo V d'Austria e di Claudia de' Medici. I due erano cugini di primo grado ed entrambi erano nipoti di Carlo II d'Asburgo e di Maria Anna di Baviera. Ebbero un figlio:
- Carlo Giuseppe d'Asburgo (7 agosto 1649-27 gennaio 1664); Vescovo di Olmütz, Passavia e Breslavia, Gran Maestro dell'Ordine Teutonico.

### Terzo matrimonio
Il 30 aprile 1651 Ferdinando III sposò Eleonora Gonzaga-Nevers (18 novembre 1630–6 dicembre 1686), figlia di Carlo Gonzaga, duca di Rethel. Ebbero quattro figli:
- Teresa Maria Giuseppina d'Asburgo (27 marzo 1652-27 giugno 1653);
- Eleonora Maria Giuseppina d'Asburgo (31 maggio 1653-17 dicembre 1697), sposò in prime nozze Michele Koribut Wisniowiecki e in seconde nozze Carlo V di Lorena;
- Maria Anna Giuseppina d'Asburgo (20 dicembre 1654-4 aprile 1689), sposò Giovanni Guglielmo del Palatinato;
- Ferdinando Giuseppe Aloisio d'Asburgo (11 febbraio 1657-16 giugno 1658).

## Mecenate dell'arte e della cultura
Compositore, favorì la diffusione della musica e dell'opera italiana in Austria. Maestri di Cappella alla sua corte furono Giovanni Valentini, dal 1629 al 1649, e Antonio Bertali, dal 1649. Inoltre, si ritiene che Claudio Monteverdi, che gli dedicò il suo VIII libro di madrigali, Madrigali guerrieri, et amorosi, abbia composto per la sua elezione, verso la fine dell'anno 1636, il ballo Volgendo il ciel per l'immortal sentiero.
Ferdinando III morì il 2 aprile 1657 e venne sepolto nella cripta imperiale di Vienna.

## Albero genealogico
|                           |                      |                          | Genitori                      |  |  | Nonni |  |  | Bisnonni               |  |  | Trisnonni              |  |
|                           |                      |                          |                               |  |  |       |  |  | Ferdinando I d'Asburgo |  |  | Filippo I di Castiglia |  |
|                           |                      |                          |                               |  |  |       |  |  | Ferdinando I d'Asburgo |  |  | Filippo I di Castiglia |  |
|                           |                      | Giovanna di Castiglia    |                               |  |  |       |  |  | Ferdinando I d'Asburgo |  |  |                        |  |
| Carlo II d'Austria        |                      |                          |                               |  |  |       |  |  | Ferdinando I d'Asburgo |  |  |                        |  |
|                           |                      | Anna Jagellone           | Ladislao II di Boemia         |  |  |       |  |  |                        |  |  |                        |  |
|                           |                      | Anna Jagellone           | Ladislao II di Boemia         |  |  |       |  |  |                        |  |  |                        |  |
|                           |                      | Anna Jagellone           | Anna di Foix-Candale          |  |  |       |  |  |                        |  |  |                        |  |
| Ferdinando II d'Asburgo   |                      | Anna Jagellone           |                               |  |  |       |  |  |                        |  |  |                        |  |
|                           |                      | Alberto V di Baviera     | Guglielmo IV di Baviera       |  |  |       |  |  |                        |  |  |                        |  |
|                           |                      | Alberto V di Baviera     | Guglielmo IV di Baviera       |  |  |       |  |  |                        |  |  |                        |  |
|                           |                      | Alberto V di Baviera     | Maria Giacomina di Baden      |  |  |       |  |  |                        |  |  |                        |  |
| Maria Anna di Wittelsbach |                      | Alberto V di Baviera     |                               |  |  |       |  |  |                        |  |  |                        |  |
|                           |                      | Anna d'Asburgo           | Ferdinando I d'Asburgo        |  |  |       |  |  |                        |  |  |                        |  |
|                           |                      | Anna d'Asburgo           | Ferdinando I d'Asburgo        |  |  |       |  |  |                        |  |  |                        |  |
|                           |                      | Anna d'Asburgo           | Anna Jagellone                |  |  |       |  |  |                        |  |  |                        |  |
| Ferdinando III d'Asburgo  |                      | Anna d'Asburgo           |                               |  |  |       |  |  |                        |  |  |                        |  |
|                           | Alberto V di Baviera | Guglielmo IV di Baviera  |                               |  |  |       |  |  |                        |  |  |                        |  |
|                           | Alberto V di Baviera | Guglielmo IV di Baviera  |                               |  |  |       |  |  |                        |  |  |                        |  |
|                           | Alberto V di Baviera | Maria Giacomina di Baden |                               |  |  |       |  |  |                        |  |  |                        |  |
| Guglielmo V di Baviera    | Alberto V di Baviera |                          |                               |  |  |       |  |  |                        |  |  |                        |  |
|                           |                      | Anna d'Asburgo           | Ferdinando I d'Asburgo        |  |  |       |  |  |                        |  |  |                        |  |
|                           |                      | Anna d'Asburgo           | Ferdinando I d'Asburgo        |  |  |       |  |  |                        |  |  |                        |  |
|                           |                      | Anna d'Asburgo           | Anna Jagellone                |  |  |       |  |  |                        |  |  |                        |  |
| Maria Anna di Baviera     |                      | Anna d'Asburgo           |                               |  |  |       |  |  |                        |  |  |                        |  |
|                           |                      | Francesco I di Lorena    | Antonio di Lorena             |  |  |       |  |  |                        |  |  |                        |  |
|                           |                      | Francesco I di Lorena    | Antonio di Lorena             |  |  |       |  |  |                        |  |  |                        |  |
|                           |                      | Francesco I di Lorena    | Renata di Borbone-Montpensier |  |  |       |  |  |                        |  |  |                        |  |
| Renata di Lorena          |                      | Francesco I di Lorena    |                               |  |  |       |  |  |                        |  |  |                        |  |
|                           |                      | Cristina di Danimarca    | Cristiano II di Danimarca     |  |  |       |  |  |                        |  |  |                        |  |
|                           |                      | Cristina di Danimarca    | Cristiano II di Danimarca     |  |  |       |  |  |                        |  |  |                        |  |
|                           |                      | Cristina di Danimarca    | Isabella d'Asburgo            |  |  |       |  |  |                        |  |  |                        |  |
|                           |                      | Cristina di Danimarca    |                               |  |  |       |  |  |                        |  |  |                        |  |

## Opere
- (LA) Privilegium comitatus palatinus et militiae auratae a Ferdinando Tertio, Regensburg, 1653.